# Harald zur Hausen
Harald zur Hausen (født 11. marts 1936, død 28. maj 2023) var en tysk virusforsker, der opdagede human papilloma virusset, der kan forårsage livmoderhalskræft. For dette tildeltes han i 2008 Nobelprisen i fysiologi eller medicin (delt med Luc Montagnier og Françoise Barré-Sinoussi).